# Dan Howell
Daniel James "Dan" Howell (Wokingham, Berkshire; 11 de junio de 1991) es un  vlogger y presentador de radio británico. Su canal de YouTube, Daniel Howell, ha alcanzado siete  millones de suscriptores. Junto a Phil Lester, presentó el programa Dan and Phil en la BBC Radio 1 entre el 13 de enero de 2013 y el 24 de agosto de 2014. Desde septiembre de ese año hasta abril de 2016, fue uno de los presentadores del programa de radio The Internet Takeover.

## Biografía
Dan Howell nació y creció en Wokingham (Berkshire), donde vivía con sus padres y su hermano menor. Antes de dedicarse a su canal en YouTube, trabajó en dos cadenas de venta al por menor, Focus DIY y Asda. Después de completar sus estudios secundarios en The Forest School, en 2010, asistió a la Universidad de Mánchester. Empezó la carrera de Derecho, pero la abandonó un año más tarde. Desde agosto de 2011 Howell estuvo viviendo junto con su amigo Phil Lester, también youtuber, en Mánchester hasta mediados de julio de 2012, cuando decidieron mudarse a Londres.

### BBC Radio 1
En enero de 2013, Howell y Lester comenzaron a presentar un programa en BBC Radio 1 los domingos por la noche. Ya habían trabajado anteriormente para esa emisora, produciendo vídeos para su canal de YouTube para el Edinburgh Festival Fringe y presentando dos programas navideños. El programa fue creado para que pudieran interactuar con sus oyentes y pasar música que les solicitaran. Cuatro meses después, ganaron el premio Sony Golden Headphones.
Presentaron los Teen Awards en 2013 y 2014 como parte de la plantilla de la BBC y de su programa de radio. También han sido los presentadores de los Premios Brit desde el año 2014. En agosto de 2014 se anunció que el último programa de Dan and Phil se emitiría el día 24 de ese mismo mes, y que comenzarían a trabajar para otro programa los lunes por la noche junto con otros vloggers.

## Vida personal
En junio de 2019, tras un año sin actividad en su canal, Howell publicó un video en YouTube en el que salió del armario utilizando las etiquetas «queer» y «gay». Empezó hablando de la homofobia tanto externa como internalizada con la que tuvo que lidiar a lo largo de su vida, particularmente en la escuela, hasta el punto de un intento de suicidio durante su adolescencia. Días antes en ese mismo mes ya había salido del armario ante su familia por correo electrónico.

## Premios y nominaciones
| Año  | Premio                                                      | Nominación                                       | Resultado |
| ---- | ----------------------------------------------------------- | ------------------------------------------------ | --------- |
| 2013 | Sony Golden Headphones Award                                | Dan and Phil on BBC Radio 1                      | Ganador   |
| 2014 | Teen Choice Award                                           | The Photo Booth Challenge                        | Nominado  |
| 2014 | Lovie Internet Video Person of the Year Award               | Dan Howell                                       | Ganador   |
| 2016 | British Online Creator Awards - Film of the Year            | The Amazing Tour Is Not On Fire - Official Movie | Ganador   |
| 2016 | British Online Creator Awards - Collaboration of the Year   | (With Phil Lester) Phil is not on fire 7         | Ganador   |
| 2016 | British Online Creator Awards - Film of the Year            | (With Phil Lester) Dan & Phil's Story of TATINOF | Nominado  |
| 2016 | British Online Creator Awards - Series of the Year          | Internet Support Group                           | Nominado  |
| 2016 | British Online Creator Awards - Collaboration of the Year   | (With Louise Pentland) Our Awkward Fancy Meal    | Nominado  |
| 2016 | British Online Creator Awards - Best Use of Tech in a Video | The Dan and Phil 3D AUDIO EXPERIENCE             | Nominado  |
| 2016 | British Online Creator Awards - Creator of the Year         | Dan Howell                                       | Nominado  |